# 表日本

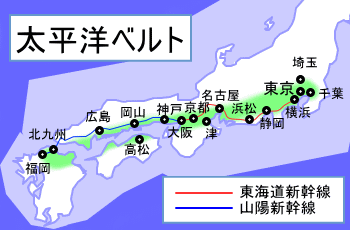
表日本

表日本（日语：おもてにほん）指的是日本本州島面向太平洋和瀨戶內海側的地域的總稱。相對的詞匯是「裏日本」。該詞語出現在明治時代，現在不被一般使用。
1970年代前半期以前，「表日本」一詞經常被使用。然而在新潟縣出身的田中角榮當選日本首相后，這一詞使用明顯減少，改以「太平洋側」替代。